# بوژنچین (استان لهستان کوچک‌تر)
بوژنچین (به لهستانی:  Borzęcin) یک روستا در لهستان است که در گمینا بوژنچین واقع شده‌است. بوژنچین ۲٬۹۰۰ نفر جمعیت دارد.